# Язвинка (урочище)
Заповідне урочище «Язвинка» — колишній об'єкт природно-заповідного фонду Рівненської області.
Заповідне урочище розташовувалося в Сарненському держлісгоспі, Немовицьке лісництво, квартал 98, виділ 17. Площа — 1,7га.
Об'єкт скасований рішенням Рівненської обласної ради № 322 від 5 березня 2004 року «Про розширення та впорядкування мережі природно-заповідного фонду області».. Зазначена причина скасування — зникнення на території гнізда лелеки чорного.